# Microgaster epectina
Microgaster epectina är en stekelart som beskrevs av De Saeger 1944. Microgaster epectina ingår i släktet Microgaster och familjen bracksteklar. Inga underarter finns listade i Catalogue of Life.